# Sawran, Gouvernorat d'Alep
Sawran ( arabe : صوران (Ṣawrān)     ), également orthographié Suran, Souran ou Sawwaran, est une ville du nord du gouvernorat d'Alep, au nord-ouest de la Syrie. 

## Géographie
Sawran est itué à 22 km au nord de la ville d'Alep, c'est le centre administratif de Nahiya Sawran dans le district d'Azaz. Les localités voisines sont A'zaz et Kafra à l'ouest, Ihtaimlat et Dabiq à l'est et Mare' au sud. 

## Démographie
Lors du recensement de 2004, Sawran comptait 6 988 habitants.  La ville comprend des  Turkmènes .

## Histoire
L'histoire de Sawran remonte à l'âge du fer alors colonie araméenne dans le royaume de Bit Adini connue sous le nom de «  Surunu ». Le roi néo-assyrien Shalmaneser III lors d'une campagne militaire contre le roi Ahuni de Bit Adini,  a attaqué et pris Surunu. Iqui passa par la suite sous le règne du roi assyrien Tiglath Pileser III .
À l'époque byzantine, Sawran était habitée par la tribu arabe des Tanukh. Avant la conquête musulmane, il comportait un centre chrétien arabe et un monastère fortifié. Au début de la domination islamique, Sawran faisait partie de Jund Qinnasrin (District militaire de Chalcis),  partie de la plus grande province de Bilad al-Sham .

### Guerre civile syrienne
Pendant la guerre civile syrienne, la ville est le théâtre de massacres de civils par les forces régulières et irrégulières pro-gouvernementales : le 20 mai 2012 (37 victimes civiles) et le 8 février 2018 (30 victimes civiles). L'État islamique en Irak et au Levant (EIIL) a pris le contrôle de la ville le 31 mai 2015 . Le 16 octobre 2016, des rebelles soutenus par la Turquie ont repris la ville à l'EIIL,.

## Séisme du6 février 2023
Sawran a été touchée par le séisme du 6 février 2023 : « Dans ce minuscule hameau, à la lumière de simples téléphones portables, à mains nues ou à l'aide d'outils rudimentaires, 32 corps ont été extraits des décombres ». Les  divisions politiques résultant de la guerre civile ont compliqué la situation des secouristes et entravé l'acheminement de l'aide humanitaire,.